# 贺街镇
贺街镇，是中华人民共和国广西壮族自治区贺州市八步区下辖的一个乡镇级行政单位。

## 行政区划
贺街镇下辖以下地区：
河西社区、河东社区、长利社区、南堂村、南木村、西南村、香花村、五协村、东莲村、农场村、进贤村、双瑞村、寿峰村、新坪村、三凤村、东球村、双星村、联东村、榕树村、白沙村、龙扬村、大鸭村、龙马村、新忠村、河西村、河东村和长利村。